# Filialkirche St. Magdalena (Weitensfeld)

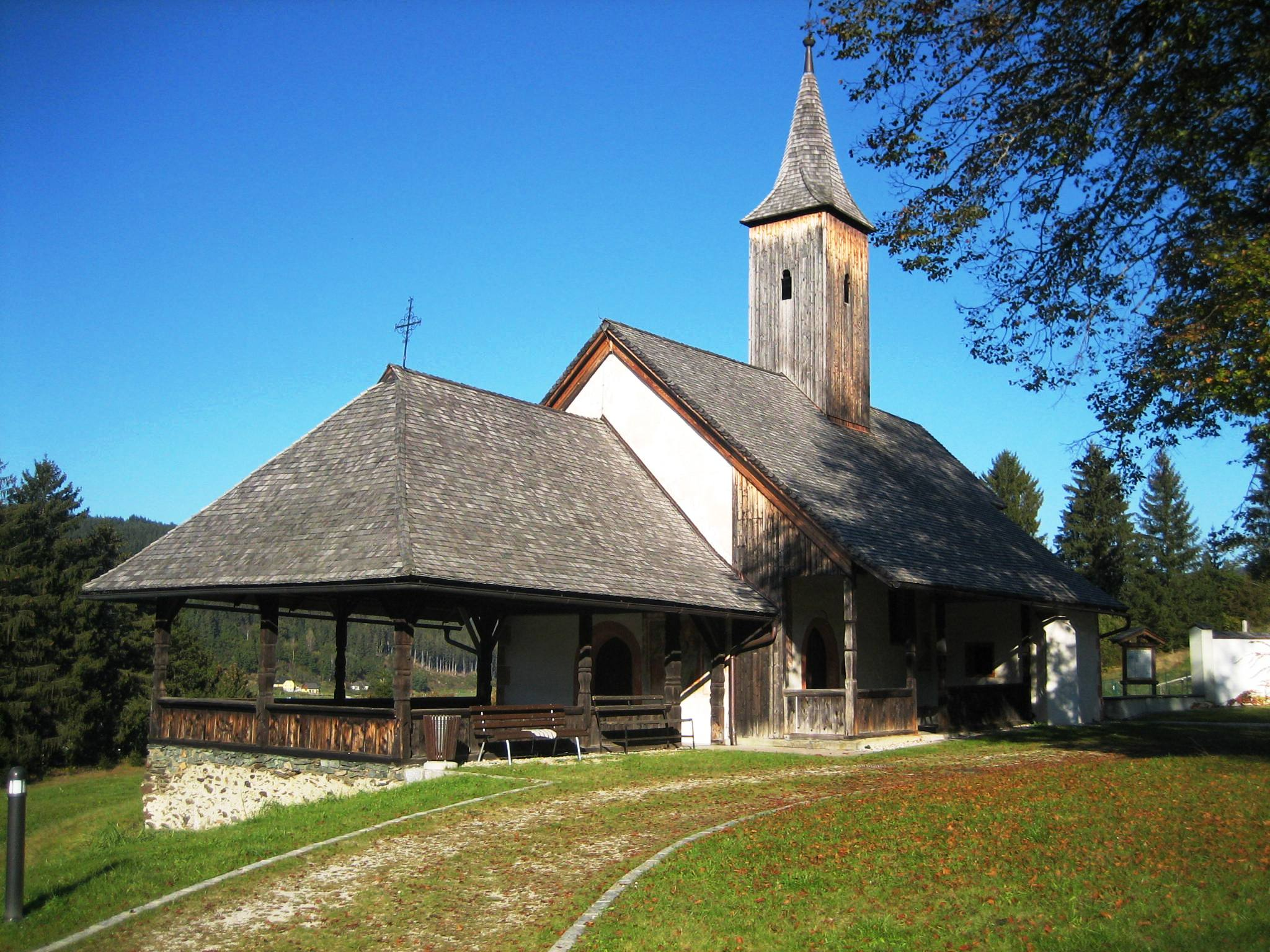
Kirche St. Magdalena in Weitensfeld

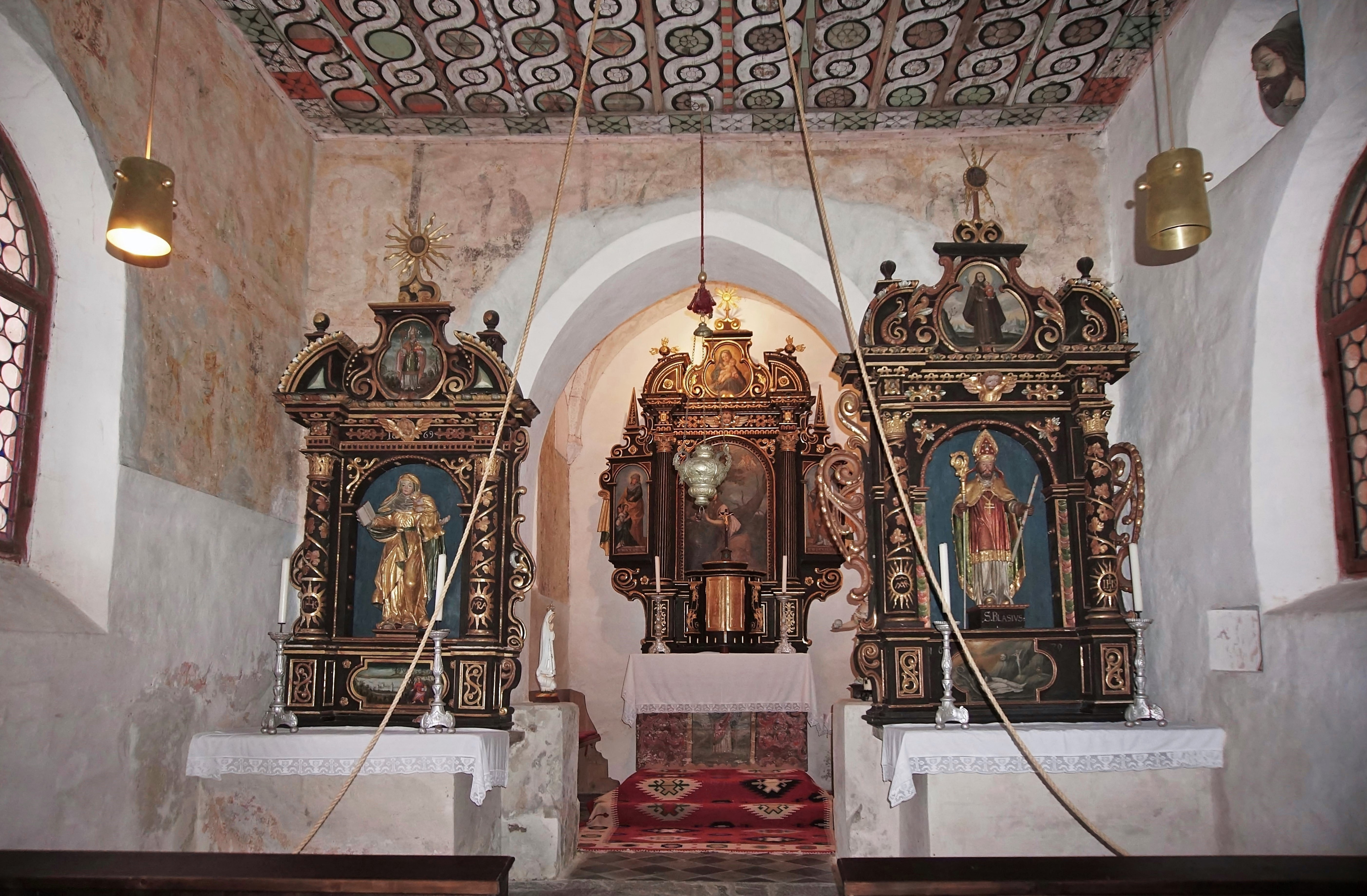
Innenansicht

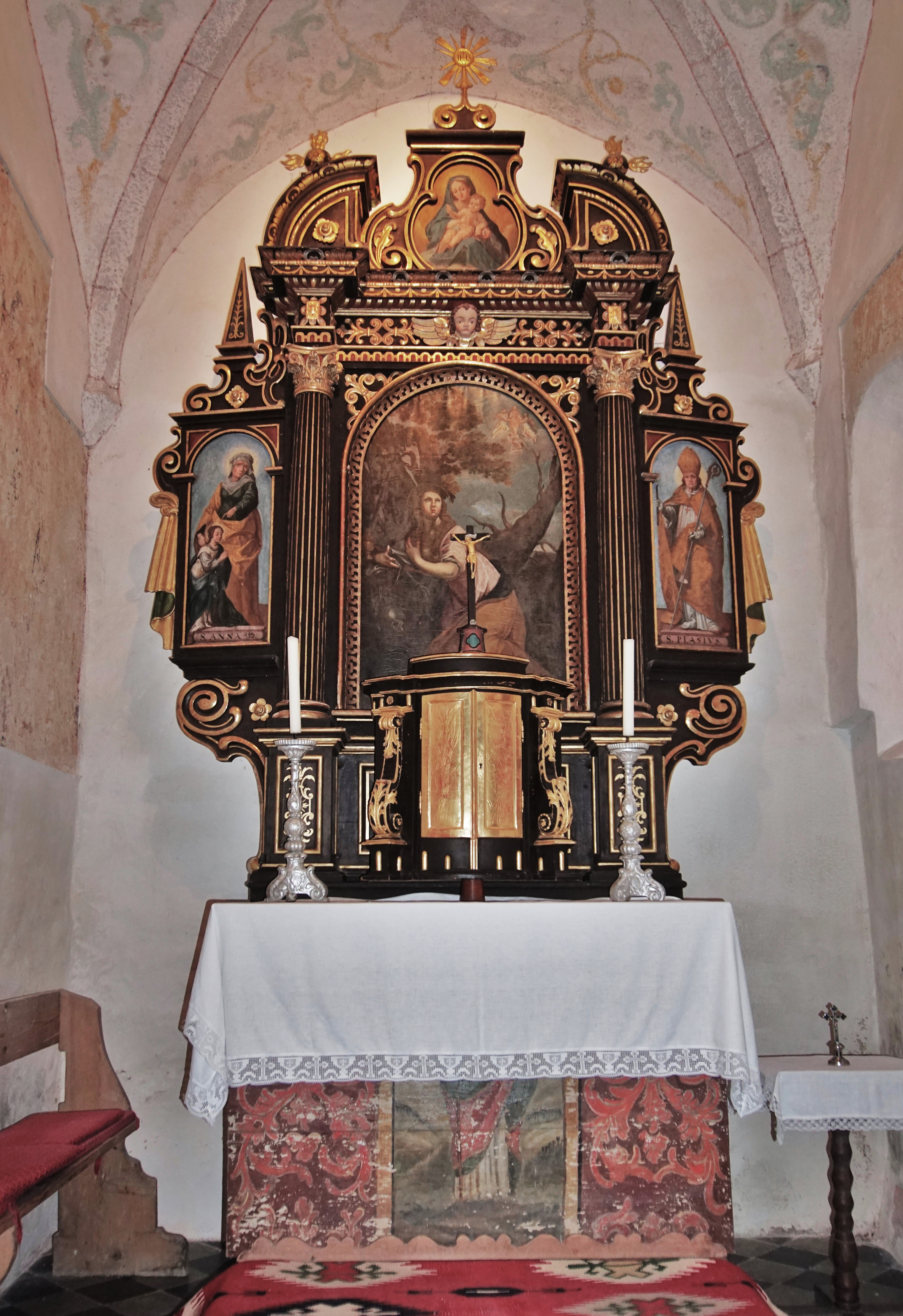
Der Hochaltar

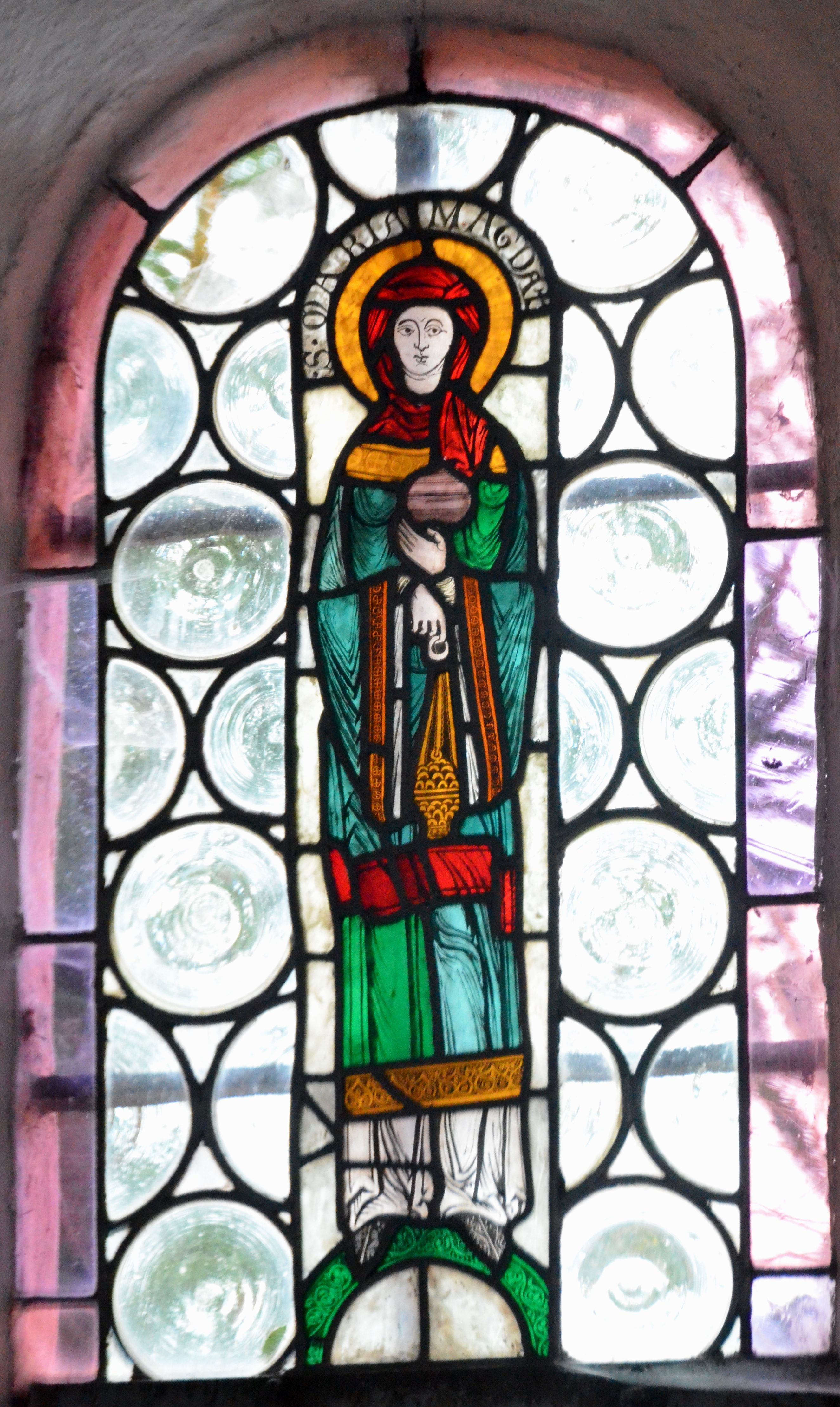
Magdalenenscheibe

Die römisch-katholische Filialkirche Weitensfeld ist der heiligen Maria Magdalena geweiht. Sie steht östlich des Marktes Weitensfeld am rechten Ufer der Gurk in Hardernitzen.

## Geschichte
Die Kirche wurde im 12. Jahrhundert errichtet und 1264 erstmals urkundlich erwähnt.

## Bauwerk
Der kleine romanische Bau des 12. Jahrhunderts mit eingezogenem, rechteckigem Chor hat einen hölzernen Dachreiter. Südseitig ist eine spätgotische Sakristei angebaut. Das hölzerne Vordach stammt aus dem Jahr 1680. An den Außenwänden finden sich Malereireste, darunter eine Darstellung des hl. Christopherus aus dem 14. Jahrhundert, die später übermalt wurde. An der Westwand befindet sich eine um 1470/1480 angefertigte Darstellung der Madonna.
Das Langhaus hat im Inneren eine flache, patronierte und bemalte Holzdecke, die im 16. Jahrhundert eingezogen wurde. Die Brüstung der Empore ist ebenfalls patroniert. Der Chor hinter dem spätgotischen Triumphbogen ist einjochig, sein Kreuzgratgewölbe ist bemalt, unter anderem finden sich hier Evangelistensymbole. An der Südseite des Chorraumes führt ein Kragsteinportal zur Sakristei. An den Chor- und Langhauswänden finden sich Freskenreste aus der ersten Hälfte des 14. Jahrhunderts.

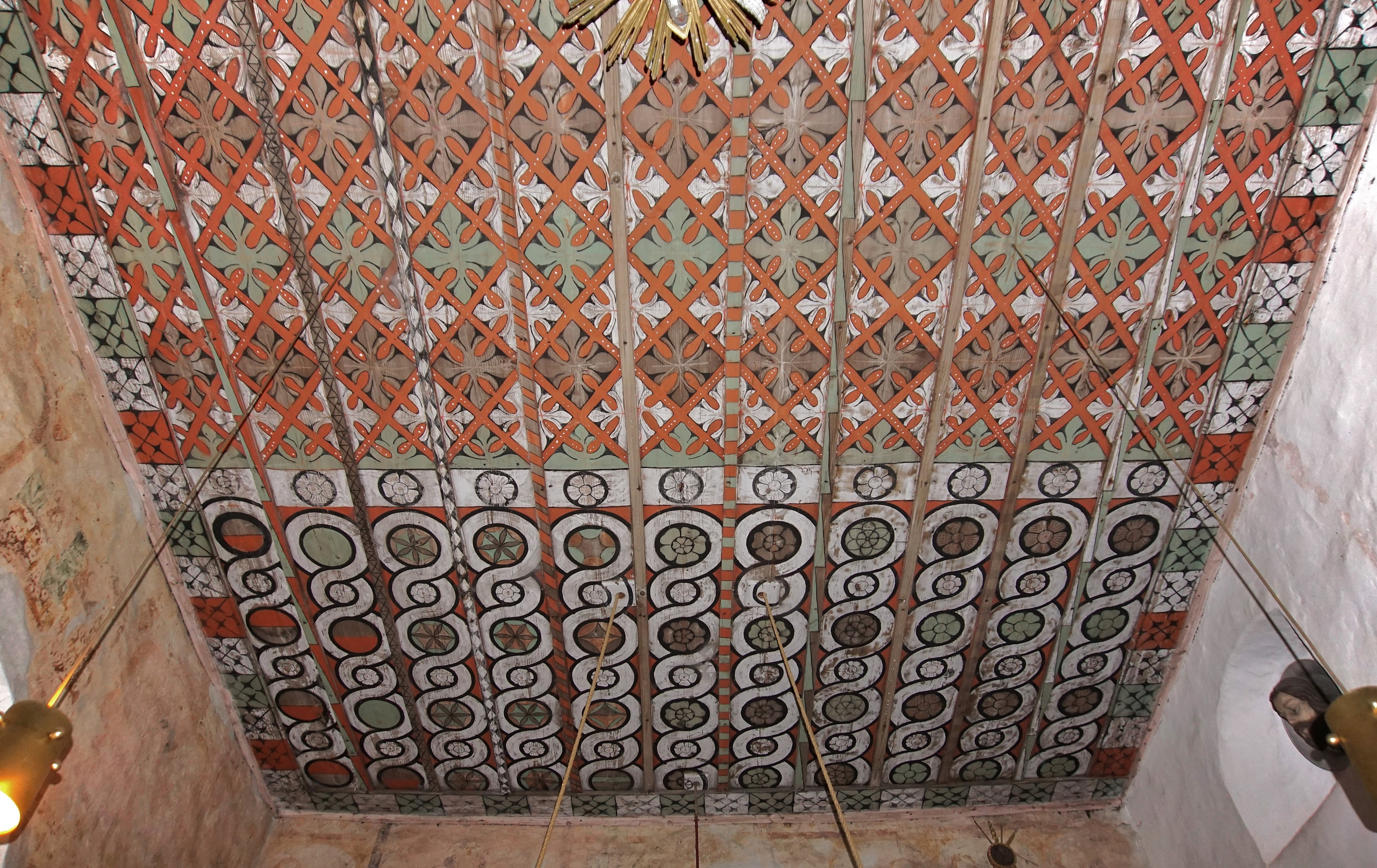
Die farbig gestaltete Flachdecke
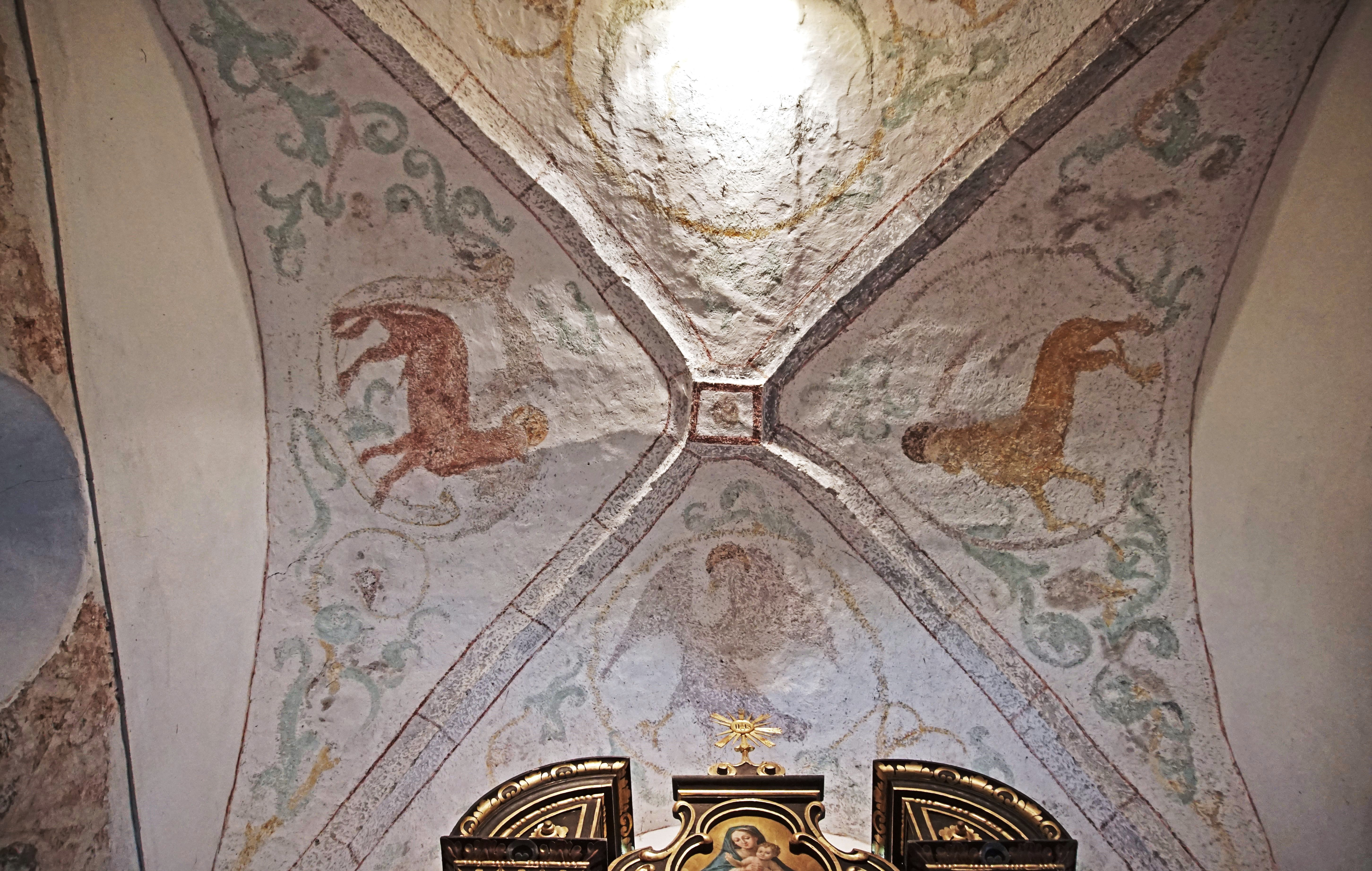
Das Gewölbe im Chor
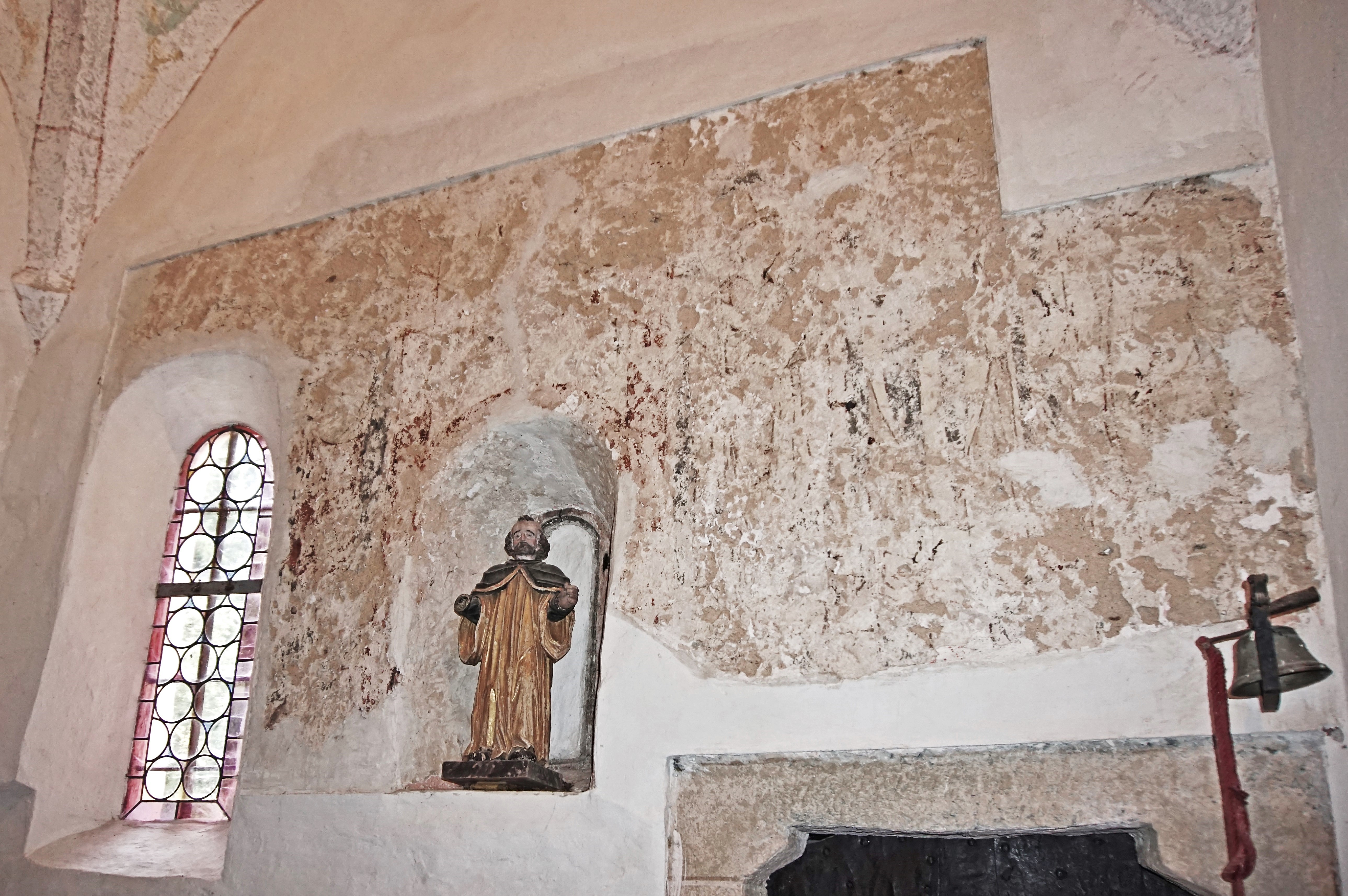
Freskenrest an der Langhaus-Südwand, Nischenheiliger

## Einrichtung
Der barocke Hochaltar mit kannelierten Säulen ist mit der Jahreszahl 1649 bezeichnet. Das Altarblatt zeigt die hl. Magdalena. Auf den Flügelgemälden sind links die Heiligen Anna mit Maria, rechts der hl. Blasius dargestellt. Im gesprengten Giebel ist ein Aufsatzbild der Maria mit dem Jesuskind zu sehen.
Im Schrein des barocken linken Seitenaltars (bezeichnet 1669) steht eine Figur der hl. Anna mit der kindlichen Maria am linken Arm, rechts ein Buch haltend. Im Aufsatzbild ist der hl. Nikolaus dargestellt.
Im Schrein des barocken rechten Seitenaltars (bezeichnet 1679) steht eine Figur des hl. Blasius, mit der rechten Hand eine Kerze als Attribut haltend. Das Aufsatzbild zeigt Maria mit Kind.

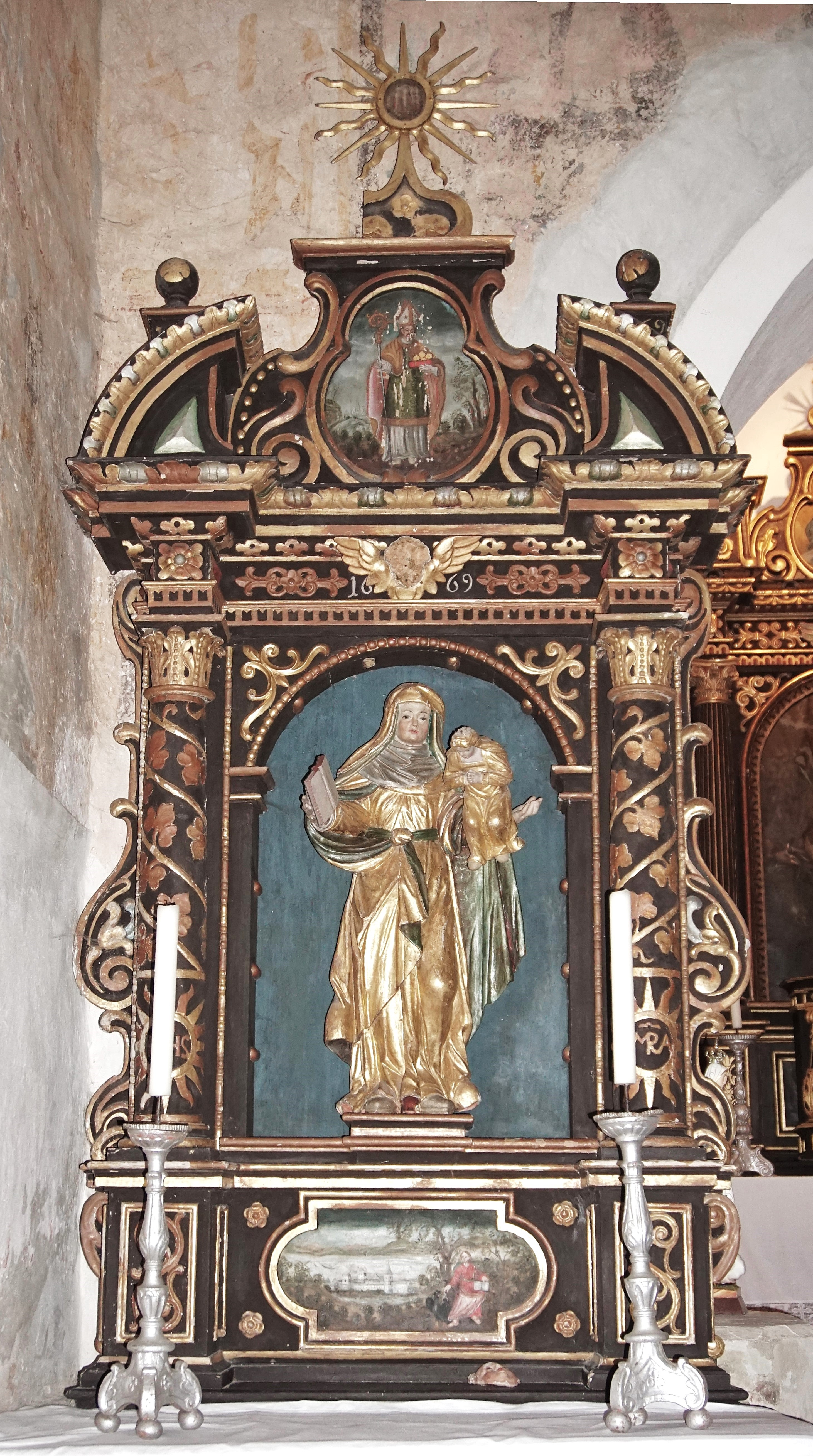
Linker Seitenaltar
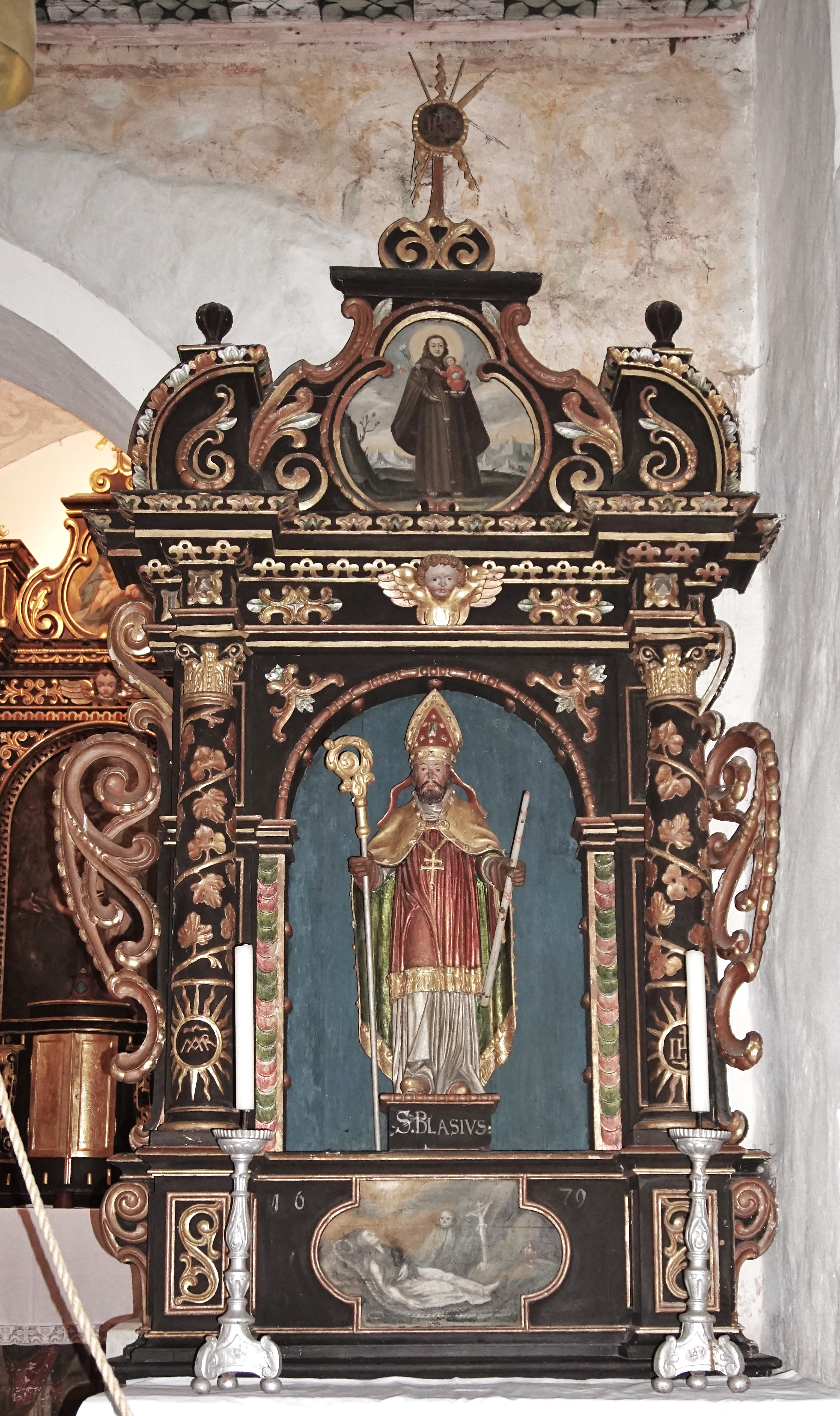
Rechter Seitenaltar

Die Fenster wurden in gotischer Zeit vergrößert, mit einer Ausnahme: in der südlichen Langhauswand blieb ein romanisches Fenster mit hölzernen Rahmen und dem ältesten Glasgemälde Österreichs erhalten. Die sogenannte Magdalenenscheibe, die die heilige Magdalena darstellt, ist um 1170 entstanden. Nachdem dieses Fenster 1930 gestohlen worden war, konnte es bald darauf wieder sichergestellt werden und wird seither in der Schatzkammer Gurk, dem ehemaligen Diözesanmuseum Klagenfurt, aufbewahrt. Für die Kirche wurde eine Kopie angefertigt.